# Bowen (Illinois)
Bowen es una villa ubicada en el condado de Hancock en el estado estadounidense de Illinois. En el Censo de 2010 tenía una población de 494 habitantes y una densidad poblacional de 445,64 personas por km².

## Geografía
Bowen se encuentra ubicada en las coordenadas 40°13′55″N 91°3′48″O / 40.23194, -91.06333. Según la Oficina del Censo de los Estados Unidos, Bowen tiene una superficie total de 1.11 km², de la cual 1.11 km² corresponden a tierra firme y (0%) 0 km² es agua.

## Demografía
Según el censo de 2010, había 494 personas residiendo en Bowen. La densidad de población era de 445,64 hab./km². De los 494 habitantes, Bowen estaba compuesto por el 97.98% blancos, el 0.61% eran afroamericanos, el 0.2% eran amerindios, el 0% eran asiáticos, el 0.2% eran isleños del Pacífico, el 0.2% eran de otras razas y el 0.81% pertenecían a dos o más razas. Del total de la población el 0.4% eran hispanos o latinos de cualquier raza.